# Рихард Авенаријус
Рихард Авенаријус (Париз, 19. новембар 1843. — Цирих, 18. август 1896) је био немачко - швајцарски филозоф и професор у Лајпцигу и од 1877. у Цириху.

## Биографија
Његово дело „Kritik der reinen Erfahrung” („Критика чистог искуства”, 2 тома, 1888-90). излаже изузетно ригорозну врсту позитивизма, познату као емпириокритицизам, који одбацује дуализам перцепције и спољашњег света у корист монизма у коме су све знање и мисао ограничени на чисто искуство. Емпириокритицизам је приступ свету преко чистог искуства, а чисто искуство је напросто дато, и лишено је било каквих претпоставки. Према принципу најмање енергије, ми треба систематски да искључимо из нашег менталног садржаја све елементе који нису дати у непосредном искуству. Авенаријус укида разлику између „унутрашњег и спољнег” искуства, а циљ му је истраживање постизања тзв. „чистог искуства”. Целокупну релацију мишљења и околине Авенаријус своди на нужну „принципијелну координацију у искуству”. Он долази психолошким, биолошким и историјским испитивањем до тезе да је свака спознаја морала да започне у искуству. Свака мисаона слика и конструкција света нису ништа друго до систематски поређана искуства и то увек само у оквиру неке индивидуалне свести. Стога, у ствари, и не постоји нека општа апсолутна спознаја.
Систем подсећа на Дејвид Хјума и Авенаријус, попут Хјума, додаје разне законе мишљења како би објаснио феномене сазнања. И само мишљење – напротив, нпр. Коену и Наторпу, којима искуство постаје мишљењем – треба претворити у искуство. Радикалним емпиризмом Авенаријус тако консеквентно долази до тезе о свему постојећем у осету. По њему, у ствари, само „остаје осет: битак треба, према томе, замишљати као осет у чијој основи нема више ничег што би било безосетно”. Спознавање је „економично” поређано – тј. што једноставније, штедљивије изражено – искуство.
Резултат је избегавање дуализма, пошто се сопство и околина, као и ментални и физички процеси, посматрају као супротстављене вредности јединственог искуства. Изјаве о околини (тзв. Е-вредности) непосредно зависе од централног члана, а посредно од околине. По Авенаријусу постоји свет само за нас а не свет независно од нас, што, међутим, не значи уједно да је он „у нама” најкобнија је „интројекција”, по којој се најпре цепа свет у физички и психички, оно материјално и оно свесно, објект изван нас и представу о њему у нама. Логичке релације и категорије мишљења су конструисане и нису дате. Те конструкције настају услед проблема које осећамо: (а) проблем настаје као чулни притисак; (б) ми се напрежемо да проблем решимо, (в) решење се јавља као осећај ослобођења од притиска. Иза низа искуства налази се телесни низ од којег зависи свест. Грешка која се састоји у томе да се иде иза искуства да би се поставили супстанцијални предмети као супротстављени сопству, дух као супротстављен телу, итд. Авенаријус то назива „интројекцијом”. Да би се избегла интројекција, према Авенаријусу, треба следити процедуре емпириокритицизма. Позитивистичка и идеалистичка управљеност читаве Авенаријусове основне концепције дала је повода радикалној критици од стране Лењина, који га је напао и оквалификовао у делу „Материјализам и емпириокритицизам” 1908. као реакционара и субјективног идеалисту. Авенаријусова становишта памте се делимично и због тог Лењиновог напада на њихове идеалистичке тенденције. Авенаријусова гледишта била су блиска Маховим, кога су нападали из истих разлога. Авенаријусова учења утицала су и на Виљема Џејмса.